# Bredia okinawensis
Bredia okinawensis är en tvåhjärtbladig växtart som först beskrevs av Matsumura, och fick sitt nu gällande namn av Li. Bredia okinawensis ingår i släktet Bredia och familjen Melastomataceae. Inga underarter finns listade i Catalogue of Life.